# Högemon
Högemon är ett naturreservat i Karlstads kommun. Områdets värden ligger i en isälvsavlagring som når 105 m över havet i form av en åskulle bestående av grus. På östra sidan av Högemon kan man se och vandra på terrassformade hyllor. Dessa strandterrasser är de högst belägna i denna del av Värmland och visar några av Fornvänerns tidigare nivåer.  
Högemon är bevuxen med strövvänlig hedtallskog och är finns grillplatser och en nyanlagd kolar koja vid randen av en gammal kolbotten. Högemon avsattes som reservat 1974 för att bevara områdets geologiska värden.